# Viatcheslav Tsvetaïev
Pour les articles homonymes, voir Tsvetaïev.
Viatcheslav Dmitrievitch Tsvetaïev (en russe : Вячеслав Дмитриевич Цветаев), né le 17 janvier 1893 à Maloarkhanguelsk et mort le 11 août 1950 à Moscou, est un chef militaire soviétique, colonel général, promu au titre de Héros de l'Union soviétique en 1945.

## Biographie
Viatcheslav Tsvetaïev est né le 17 janvier à Maloarkhanguelsk (Empire russe) (aujourd'hui dans l'Oblast d'Orel dans la famille d’un ouvrier des chemins de fer. En 1914, il a été recruté dans l’Armée de l’Empire russe et a participé à la Première Guerre mondiale comme commandant de compagnie, commandant de bataillon.
En 1918, Viatcheslav Tsvetaïev s'est engagé dans l'Armée rouge où pendant la Guerre civile, il a commandé une compagnie, un bataillon, un régiment, une brigade, la 54e division d'infanterie. En 1920, il a participé à la guerre contre la Pologne.

## Entre deux guerres
Après la guerre, V. Tsvetaïev a été commandant d’une brigade et d’une division d’infanterie en Asie centrale. Depuis 1931, il a été maître-assistant à l’Académie militaire Frounze.
En février 1937, V. Tsvetaïev a été nommé le commandant de la 57e division d'infanterie. Le 5 juillet 1938, il a été arrêté, soupçonné d’être espion. Malgré les tortures, il ne s’est pas avoué coupable et le 9 septembre 1939, il a été libéré.
Depuis septembre 1939, il a travaillé à l’Académie militaire Frounze comme maître-assistant, et depuis janvier 1941 comme chef d’un département.

## Grande Guerre patriotique
Au cours de la Grande Guerre patriotique, le lieutenant-général V. Tsvetaïev a commandé le groupe opérationnel de la 7e armée, le commandant-adjoint de la 4e armée, commandant de la 10e armée de réserve (1941 – 1942).
De décembre 1942 à mai 1944 il a commandé la 5e armée de choc, de mai à septembre 1944 – commandant-adjoint du 1er front Biélorusse. Pendant une très courte période (septembre 1944), il a dirigé la 6e armée. En septembre 1944 il est devenu commandant de la 33e armée avec laquelle a participé à la Bataille de Berlin.
Les troupes que commandait le général Tsvetaïev ont participé à la libération des villes soviétiques de Rostov, Donetsk, Nikopol, Nikolayev, Odessa et ont libéré une partie des territoires de la Pologne et de l’Allemagne.
Le 6 avril 1945, le Colonel général V. D. Tsvetaïev a reçu les insignes de héros de l'Union soviétique.

## Après la guerre
Après la guerre, V. D. Tsvétaev a été commandant-adjoint puis commandant du Groupe des Forces Soviétiques du Sud. À partir de janvier 1948 il a été recteur de l’Académie militaire Frounze.
Le Colonel général Viatcheslav Dmitrievitch Tsvetaïev est mort le 11 août 1950 et a été enterré au Cimetière de Novodevitchi à Moscou.

## Distinctions

### Empire russe
- Ordre de Lénine : 1945, 1945
- Ordre du Drapeau rouge : 1919, 1930, 1944, 1945 - ???
- Ordre de Souvorov 1re classe : 1943, 1944, 1945
- Ordre de Koutouzov 1re classe : 1943
- Ordre de Bogdan Khmelnitski 1re classe 1944

### Union soviétique
- Ordre de Sainte-Anne 4e classe
- Ordre de Saint-Stanislas 3e classe